# 欧尼亚
欧尼亚（法語：Augnat，法語發音：[oɲa]）是法国多姆山省的一个市镇，属于伊苏瓦尔区。

## 地理
欧尼亚（45°24'42"N, 3°10'55"E）面积9.54 平方千米，位于法国奥弗涅-罗讷-阿尔卑斯大区多姆山省，该省份为法国中南部省份，北起阿列省接壤，东临卢瓦尔省，南至上盧瓦爾省和康塔爾省，西接科雷兹省和克勒兹省。
与欧尼亚接壤的市镇（或旧市镇、城区）包括：阿普沙、阿尔德、马德里亚、朗蒂耶尔、圣热尔瓦齐。

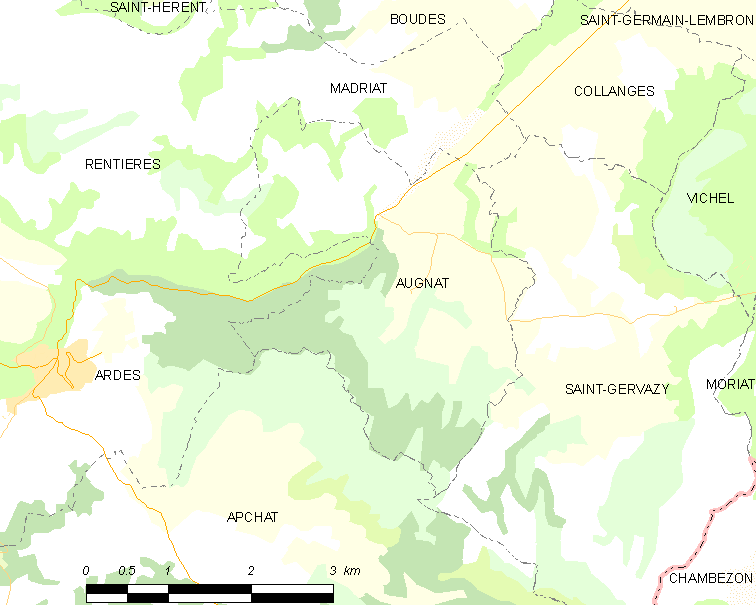
欧尼亚的OSM定位图

欧尼亚的时区为UTC+01:00、UTC+02:00（夏令时）。

## 行政
欧尼亚的邮政编码为63340，INSEE市镇编码为63017。

## 政治
欧尼亚所属的省级选区为布拉萨克莱米讷县。

## 人口

1962-2008年间欧尼亚人口变化图示

欧尼亚于2022年1月1日时的人口数量为196人。